# Tiradentes squartato
Tiradentes squartato (Tiradentes Esquartejado), in origine chiamato Tiradentes Supliciado, ovvero "Tiradentes condannato", è un dipinto ad olio su tela del pittore brasiliano Pedro Américo, risalente al 1893. Attualmente il quadro si trova al museo Mariano Procópio, a Juiz de Fora, nello stato di Minas Gerais. La tela ritrae il corpo fatto a pezzi del patriota Joaquim José da Silva Xavier, detto Tiradentes in quanto era un dentista, dopo essere stato impiccato e squartato. Si ritiene che questa sia una delle prime opere brasiliane a raffigurare lo squartamento.

## Storia
Il quadro venne inizialmente concepito come l'ultimo di una serie di altre cinque opere sul tema della cospirazione Mineira, che non vennero mai completate, e in breve tempo divenne il ritratto più emblematico del patriota mai realizzato, sebbene abbia ricevuto delle critiche miste e sia stato rifiutato quando venne esposto per la prima volta.
Dopo che l'accoglienza negativa alla mostra tenutasi a Rio de Janeiro, Américo provò a esporre l'opera a Juiz de Fora, una città che in quel momento stava attraversando un periodo di sviluppo economico e culturale. Pertanto, il pittore si recò lì nel mese di luglio del 1893 e negoziò con la camera municipale per la permanenza del dipinto nella città, che fu acquisita il 4 ottobre. Nel 1922 il quadro venne acquistato da Alfredo Ferreira Lage, fondatore del museo Mariano Procópio, dove venne esposto e dove ancora oggi si trova. L'opera divenne famosa a livello nazionale quando venne riprodotta in una biografia su Pedro Américo scritta dal suo genero Cardoso de Oliveira e, in seguito, quando venne inserita nell'enciclopedia Grandes Personagens da História ("Grandi personaggi della storia"), edita nel 1969 dalla casa editrice Abril. Nel 1998, alla ventiquattresima Biennale di San Paolo, l'artista Adriana Varejão realizzò un'installazione focalizzata sulla costruzione e la decostruzione dell'opera.

## Descrizione
Il quadro ritrae Tiradentes dopo essere stato giustiziato e smembrato a causa del suo ruolo nella cospirazione Mineira, della quale si prese tutte le responsabilità, facendo scagionare gli altri accusati. Le sue parti del corpo sono distese su una struttura lignea che ricorda un'impalcatura per l'impiccagione. Al centro si trova la testa decapitata del patriota sopra un panno bianco macchiato di sangue, il quale scende all'altezza del collo. Come in molte altre rappresentazioni iconografiche, il volto del cadavere presenta una barba e dei capelli lunghi, ma nella realtà i carcerati brasiliani dell'epoca venivano rasati per evitare il proliferarsi dei parassiti. Accanto al capo decollato si trova un crocifisso e a lato di quest'ultima sono presenti una corda con i nodi sciolti, delle manette e una catena di ferro, che simboleggiano l'impiccagione di Joaquim José. L'opera si ispira fortemente all'arte rinascimentale: il busto del personaggio richiama il Cristo della Pietà michelangiolesca, che a sua volta ha ispirato la Deposizione di Caravaggio e il Marat assassinato di Jacques-Louis David. La pelle è di un rosato assai pallido. In basso a destra si trova una delle gambe, infilzata su un paletto che fuoriesce dalla coscia.
Sullo sfondo si trovano delle case bianche con i tetti marroni, nelle quali si intravedono delle figure sfocate, dipinte meno realisticamente del resto dell'opera. Un cielo tra l'azzurro e il verde pallido e un rilievo montuoso completano lo sfondo. È interessante notare che, nonostante Américo raffigurasse spesso delle abitazioni e dei paesaggi tipici dello stato di Minas Gerais, Tiradentes fu impiccato e squartato a Lampadosa (oggi una piazza intitolata a lui), a Rio de Janeiro, e solo in seguito i suoi resti furono trasferiti nel suo stato natale.

## Accoglienza
Il quadro fu esposto per la prima volta nella galleria del giornale A Cidade do Rio e poi nella galleria d'arte Glace Elégante, nel luglio del 1893. Il dipinto attirò l'attenzione della stampa e del Clube Tiradentes, che aveva fatto vietare al governo le commemorazioni intorno alla figura principale dell'opera. Molti criticarono la tela e accusarono il pittore di star facendo "propaganda repubblicana" e la definirono "ripugnante". Américo si difese in un articolo intitolato Tiradentes Supliciado, pubblicato sul giornale Gazeta de Notícias, sostenendo che il suo lavoro, essendo stato esposto con delle altre opere precedentemente proposte, "avrebbe dato un'impressione diversa e forse meno terribile delle altre."